# Генералов, Андрей Иванович
Андрей Иванович Генералов (род. 2 марта 1964 года в Мензелинске Татарской АССР, РСФСР, СССР) — российский политик, депутат Государственной Думы ФС РФ первого созыва.

## Биография
С 1981 по 1982 год работал в Угличском районном народном суде секретарём судебных заседаний. В 1987 году получил высшее образование на юридическом факультете в Ярославском государственном университете. С 1987 по 1991 год работал в помощником прокурора Тутаевской межрайонной прокуратуры Ярославской области.
Участвовал в деятельности «Народного фронта», движения «Демократическая Россия».
С 1992 года работал заместителем председателя комитета по управлению имуществом, с 1993 года был президентом Торгово-промышленной палаты города Тутаева.
В 1993 году избран депутатом Государственной думы Федерального Собрания Российской Федерации первого созыва по федеральному списку блока «Выбор России» и вошёл в одноимённую фракцию. В марте 1994 года член инициативной группы по созданию партии Демократический выбор России (ДВР). 14 марта 1995 года вышел из фракции и вступил в депутатскую группу «Стабильность», 3 октября 1995 года перешёл в группу «Россия», был членом комитета Государственной думы по обороне.